# 번제

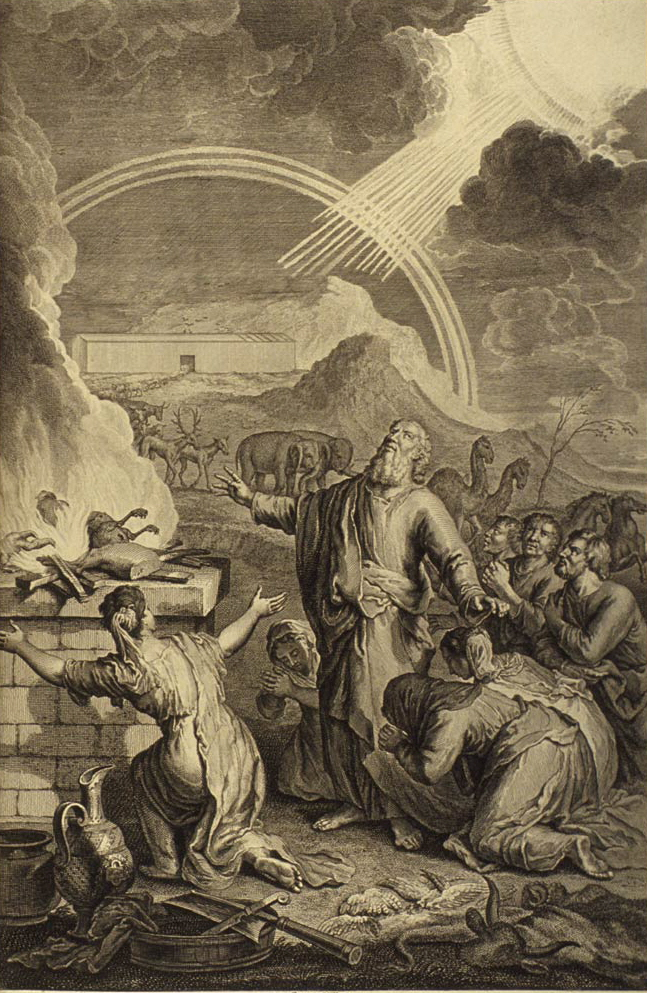
노아의 번제 (Gerard Hoet, 1728년)

번제(燔祭, Holocaust, burnt offering, 히브리어: קָרְבַּן עוֹלָה‬, korban olah)란 짐승이나 다른 제물을 불에 통째로 태워 공물로 바치는 종교적 제사이다. 

## 어원
번제의 영문명인 홀로코스트(Holocaust)라는 단어는 앵글로노르만어 단어인 홀로카우스테(holocauste)와 후기 라틴어 홀로카우스툼(holocaustum)에서 파생된 중세 영어 홀로코스트(holocaust)에서 유래하였다. 

## 고대 그리스의 번제
홀로카우테인(ὁλοκαυτεῖν)은 그리스 희생의 두 주동사 중 하나로, 희생자가 완전히 파괴되고 불에 타버리는 것이었다. 투에스타이(θύεσθαι)와는 대조적으로 신과 동료 숭배자, 공생 희생과 함께 식사를 하였다. 후자에서는 희생된 동물의 식용 부위를 구워서 축제 축하 행사를 위해 배포하는 반면, 먹을 수 없는 부위는 제단에서 신의 몫으로 불태웠다. 이는 의무가 아니었지만, 동물은 생명의 신성함과 더불어 세속적 유용성(우유, 계란, 쟁기질)을 공유한다고 생각했던 그리스인들은 가축을 신이나 영웅에게 희생시킨 다음 그 살을 단순히 희생없이 소비하는 것보다 음식으로 사용하기를 원했다. 오늘날보다 훨씬 더 많은 식단을 형성하는 생선 및 기타 해산물에는 적용되지 않았으며, 생선은 고대 그리스 시장에서 판매되는 주요 식품이었다. 희생은 제사장과 제단이 관련된 공개적인 기능일 필요는 없는데, 그들은 또한 개인적으로, 국내적으로 또는 개별적으로 번제를 개최할 수 있었다.
이상이 그리스 제사 의식의 두 가지 이상적인 유형으로, 이 의식들은 다른 신성에 적합하고, 다른 목적을 위해 수행되고, 다른 방법으로 수행되었다. 홀로카우테인은 죽은 자의 영혼인 그리스 영웅을 포함하여 지하 세계의 영혼을 달래기위한 아포트로피 의식이었으며, 또한 케라스와 헤카테와 같은 위험한 힘에 주어지기도 하였다. 가장 초기에 입증된 홀로카우테인 중 하나는 제우스 메이리치우스에게 제노폰이 돼지를 바친 것이었다.
홀로카우테인은 밤에 포도주 없이 행해지고 머리가 아래쪽을 향한 채 낮은 제단에서 검은색 숨은 동물을 제공한다. 이 모든 것에서 그들은 올림픽 신들에게 주어진 공생 희생에 반대하였다. 이 구별은 극단적인 유형 사이에 있으며, 제인 해리슨에 의해 20세기 초에 다소 과장되었고 영웅에게 제공되는 공생 희생에 대한 상당한 증거도 발견되었다.

## 유대교의 번제
타나크에서 처음으로 묘사된 희생의 형태로, 노아의 희생제사에서 처음으로 언급됐는데, 노아는 하나님께 경의를 표하기 위해, 번제는 제단에서 완전히 태워졌다. 첫번째 성전과 두번째 성전 기간 동안, 불타는 제물은 예루살렘의 성전 제단에서 하루에 두 번 동물공희 제물로 불에 완전히 태워졌다. 그러나 동물의 피부는 태워지지 않고 대신 제사장에게 주어졌으며, 이 피부는 토셰프타 할라흐(Tosefta Hallah)에서 24개의 성직자 선물 중 하나로 나열된다.

## 힌두교의 번제

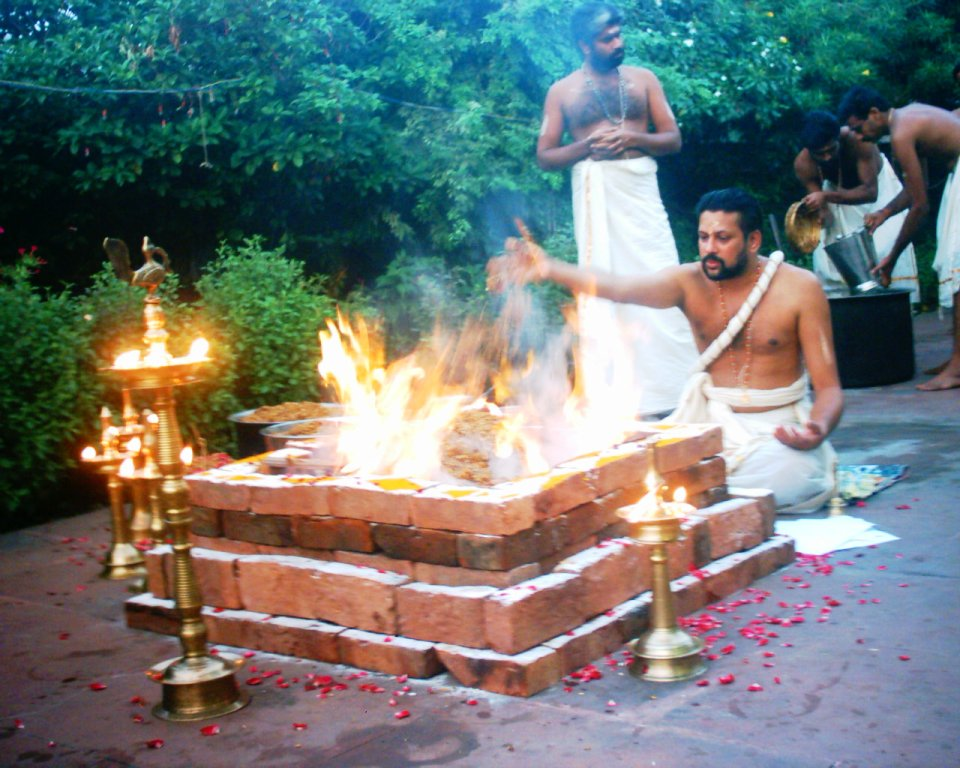
브라만 사제가 힌두교식 번제인 야즈나를 치르고 있는 모습.

힌두교의 번제는 야즈나(산스크리트어: यज्ञ)라고 부른다. 그 기원은 고대 인도아리아인들의 전통 제식 문화까지 거슬러 올라 갈 수 있으며, 현재도 힌두교 사원이나 전통마을 혹은 결혼식과 같은 주요행사들을 중심으로 계속되고 있다. 주로 성화를 피운 제단을 차리고, 기이, 곡물, 음식, 소마 등을 제물로 바쳐 태우며, 베다의 만트라를 낭송하는 절차로 진행된다. 불을 통해 연기가 하늘로 올라감으로써 인간의 뜻이 신들의 세계로 전달된다는 믿음이 바탕이 되며, 야즈나의 목적은 단순히 신을 찬양하는데 그치는 것이 아니라, 세속적인 복을 기원하는 의미가 강하다. 베다 시대에는 '아슈바메다'와 같은 산 제물을 바치는 번제 중심으로 치러졌으나, 점차 형식이 간소화되면서 산제물 대신 음식 종류들이 번제물로 사용되고 있다.

## 같이 보기
- 동물공희
- 코르반 올라(유대교의 번제)
- 야즈나(힌두교의 번제)